# D.F.C. in het seizoen 1956/57
Het seizoen 1956/1957 was het derde jaar in het bestaan van de Dordtse betaaldvoetbalclub D.F.C.. De club kwam uit in de Eerste divisie B en eindigde daarin op de derde plaats. Tevens deed de club mee aan het toernooi om de KNVB beker, hierin werd in de derde ronde verloren van Feijenoord (2–6).

## Wedstrijdstatistieken

### Eerste divisie B
|       | AGOVV | Blauw-Wit | EBOH  | EDO   | Excelsior | Fortuna | Helmond | Hermes DVS | RCH   | Rigtersbleek | SHS   | Sittardia | Stormvogels | Vitesse | Volendam |
| ----- | ----- | --------- | ----- | ----- | --------- | ------- | ------- | ---------- | ----- | ------------ | ----- | --------- | ----------- | ------- | -------- |
| Thuis | 4 – 1 | 3 – 2     | 5 – 1 | 4 – 0 | 2 – 0     | 3 – 1   | 2 – 1   | 3 – 2      | 0 – 0 | 2 – 2        | 1 – 0 | 1 – 2     | 3 – 3       | 0 – 0   | 3 – 1    |
| Uit   | 1 – 3 | 1 – 0     | 1 – 2 | 1 – 4 | 2 – 1     | 1 – 1   | 0 – 0   | 2 – 4      | 3 – 1 | 0 – 0        | 4 – 4 | 3 – 1     | 4 – 3       | 6 – 1   | 4 – 5    |

### KNVB beker
| 1e ronde                                               | SVW                         | 1 – 6 (0 – 1) | D.F.C.                                                                |
| 25 augustus 1956 Plaats: Gorinchem Sportpark Molenburg | Joop Viveen                 |               | Onbekend Piet Meeusen Onbekend Jan de Jager Leen Lommers –' (e.d.)    |
| 2e ronde                                               | D.F.C.                      | 3 – 0         | EBOH                                                                  |
| 16 september 1956 Plaats: Dordrecht Krommedijk         | Onbekend –', –', –'         |               |                                                                       |
| 3e ronde                                               | D.F.C.                      | 2 – 6 (1 – 2) | Feijenoord                                                            |
| 26 december 1956 Plaats: Dordrecht Krommedijk          | Bas Joossen 45' Hans de Vos |               | 39', 60', 62', 75' Toon Meerman 40' Coen Moulijn 53' Cor van der Gijp |

## Statistieken D.F.C. 1956/1957

### Eindstand D.F.C. in de Nederlandse Eerste divisie B 1956 / 1957
| Stand | Gespeeld | Gewonnen | Gelijk | Verloren | Punten | Doelpunten voor | Doelpunten tegen |
| ----- | -------- | -------- | ------ | -------- | ------ | --------------- | ---------------- |
| 3e    | 30       | 15       | 8      | 7        | 38     | 66              | 49               |

### Topscorers
| #                 | Naam           | Goal |
| ----------------- | -------------- | ---- |
| 1.                | Piet Meeusen   | 17   |
| 2.                | Jan de Jager   | 15   |
| 3.                | Wim de Groot   | 10   |
| 4.                | Jan Everse     | 8    |
| 5.                | Koos Schaap    | 7    |
| 6.                | Jan Versteeg   | 4    |
| 7.                | Kees de Jager  | 2    |
| 8.                | Freek Bellaard | 1    |
| 8.                | Bas Joossen    | 1    |
| Onbekend doelpunt |                |      |
| –                 | Onbekend       | 1    |
| Totaal            | Totaal         | 66   |

| #                    | Naam               | Goal |
| -------------------- | ------------------ | ---- |
| 1.                   | Jan de Jager       | 1    |
| 1.                   | Bas Joossen        | 1    |
| 1.                   | Piet Meeusen       | 1    |
| 1.                   | Hans de Vos        | 1    |
| Eigen doelpunt       |                    |      |
| –                    | Leen Lommers (SVW) | 1    |
| Onbekende doelpunten |                    |      |
| –                    | Onbekend           | 6    |
| Totaal               | Totaal             | 11   |